# Paul Rust
Pour les articles homonymes, voir Rust.
Paul Rust, né le 12 avril 1981 à Le Mars, Iowa, est un acteur américain.

## Biographie
Il est le fils  de Jeanne et Bob Rust, il fréquente Gehlen Catholic High School et obtient son diplôme de l'University of Iowa en mai 2004.

## Filmographie

### Cinéma
- 2004 : Exquisite Corpse : Jackson
- 2006 : Caffeine: A Love Story : Un co-ouvrier
- 2008 : Semi-pro : Wheelchair Darren
- 2008 : Psycho Sleeplover : Carl Sandersburg
- 2009 : Oh Joy : Danny
- 2009 : I Love You, Beth Cooper : Denis Cooverman
- 2009 : Inglourious Basterds : Pfc. Andy Kagan
- 2010 : Token de Peter Atencio : Blipzak
- 2010 : Freak Dance : Weed Fiend
- 2011 : Guy Talk : Mark Pelman
- 2011 : A Public Statement from Anthony Weiner's Penis : Le Pénis d'Anthony Weiner
- 2011 : 4th of ju-PIE : Lady Liberty
- 2011 : Crying in Public : Coffee Shop Crier
- 2012 : Guy Talk 2 : Mark Pelman
- 2012 : Santorium! : Rick Santorum
- 2017 : Fun Mom Dinner d'Alethea Jones : Barry
- 2023 : Robots de Casper Christensen (en) et Anthony Hines

### Télévision
- 2006 : Channel 101 (en) (Téléfilm) : Varié
- 2006 : Drake et Josh (série télévisée) : Ethan
- 2007 : Cheap Seats: Without Ron Parker (série télévisée) : Canadian Violent Hugger
- 2007 : The Very Funny Show (série télévisée) : Sam
- 2010 : Aqua Teen Hunger Force (série télévisée) : Neelzebub (Voix)
- 2010 : This Show Will Get You High (Téléfilm) : Varié
- 2010 : Jason Nash Is Married (série télévisée) : Ben
- 2010 : Lee Mathers (Téléfilm) : Colby
- 2011 : Let's Do This (Téléfilm) : Paul
- 2011 : The Back Room (série télévisée) : Tammy Black / Lil Stinker
- 2011 : Mr. Sunshine (série télévisée) : Un détective
- 2012 : The Aquabats! Super Show! (en) (série télévisée) : Ronmark
- 2012 : NTSF:SD:SUV (série télévisée) : Sid
- 2012 : Best Friends Forever (série télévisée) : Kurt McAfee
- 2012 : Parks and Recreation (série télévisée) : Brian Raisins
- 2012 : Bob's Burgers (série télévisée) : Milo
- 2012 : Animal Practice (série télévisée) : Jerry
- 2016 - 2018 : Love (série télévisée) : Gus

## Liens
- « Paul Rust » (présentation), sur l'Internet Movie Database
- Site Officiel
- Myspace